# ویتلسی، ویکتوریا
ویتلسی (به انگلیسی: Whittlesea) یک شهرک در استرالیا است که در ویکتوریا (استرالیا) واقع شده‌است.